# Будзинь (Підкарпатське воєводство)
Будзинь (пол. Budzyń) — село на Закерзонні, у Польщі, у гміні Радимно Ярославського повіту Підкарпатського воєводства. Населення — 179 осіб (2011).

## Розташування
Знаходиться за 1 км від кордону з Україною. Село розташоване приблизно за 23 км на схід від Радимно, 33 км на південний схід від Ярослава, і 81 км на схід від воєводського центру Ряшів.

## Історія
У 1772—1918 рр. село було у складі Австро-Угорської монархії, у провінції Королівство Галичини та Володимирії, у 1867—1918 рр. належало до Яворівського повіту.
У 1919—1939 рр. — у складі Польщі. Село належало до Яворівського повіту Львівського воєводства, у 1934—1939 рр. входило до складу ґміни Ґнойніце.
На 01.01.1939 в селі було 700 жителів, з них 570 українців-грекокатоликів, 100 українців-римокатоликів, 20 поляків і 10 євреїв. Українці належали до парафії Краковець Краковецького деканату Перемишльської єпархії.
Наприкінці вересня 1939 р. село зайняла Червона армія. 27.11.1939 постановою Президії Верховної Ради УРСР село у складі повіту включене до новоутвореної Львівської області, а 17 січня 1940 року — до Краківецького району. В червні 1941, з початком Радянсько-німецької війни, село було окуповане німцями. В липні 1944 року радянські війська оволоділи селом, а в жовтні 1944 року село у складі західної частини Львівської області передано Польщі. Українці не могли протистояти антиукраїнському терору після Другої світової війни. Частину добровільно-примусово виселили в СРСР (264 особи — 56 родин). Решта українців попала в 1947 році під етнічну чистку під час проведення Операції «Вісла» і була депортована на понімецькі землі у західній та північній частині польської держави, що до 1945 належали Німеччині.
У 1975—1998 роках село належало до Перемишльського воєводства.

## Демографія
Демографічна структура станом на 31 березня 2011 року:
|          | Загалом | Допрацездатний вік | Працездатний вік | Постпрацездатний вік |
| -------- | ------- | ------------------ | ---------------- | -------------------- |
| Чоловіки | 94      | 22                 | 60               | 12                   |
| Жінки    | 85      | 14                 | 45               | 26                   |
| Разом    | 179     | 36                 | 105              | 38                   |